# Richard Morris Hunt
Richard Morris Hunt (Brattleboro, 31 ottobre 1827 – Newport, 31 luglio 1895) è stato un architetto statunitense.

## Biografia

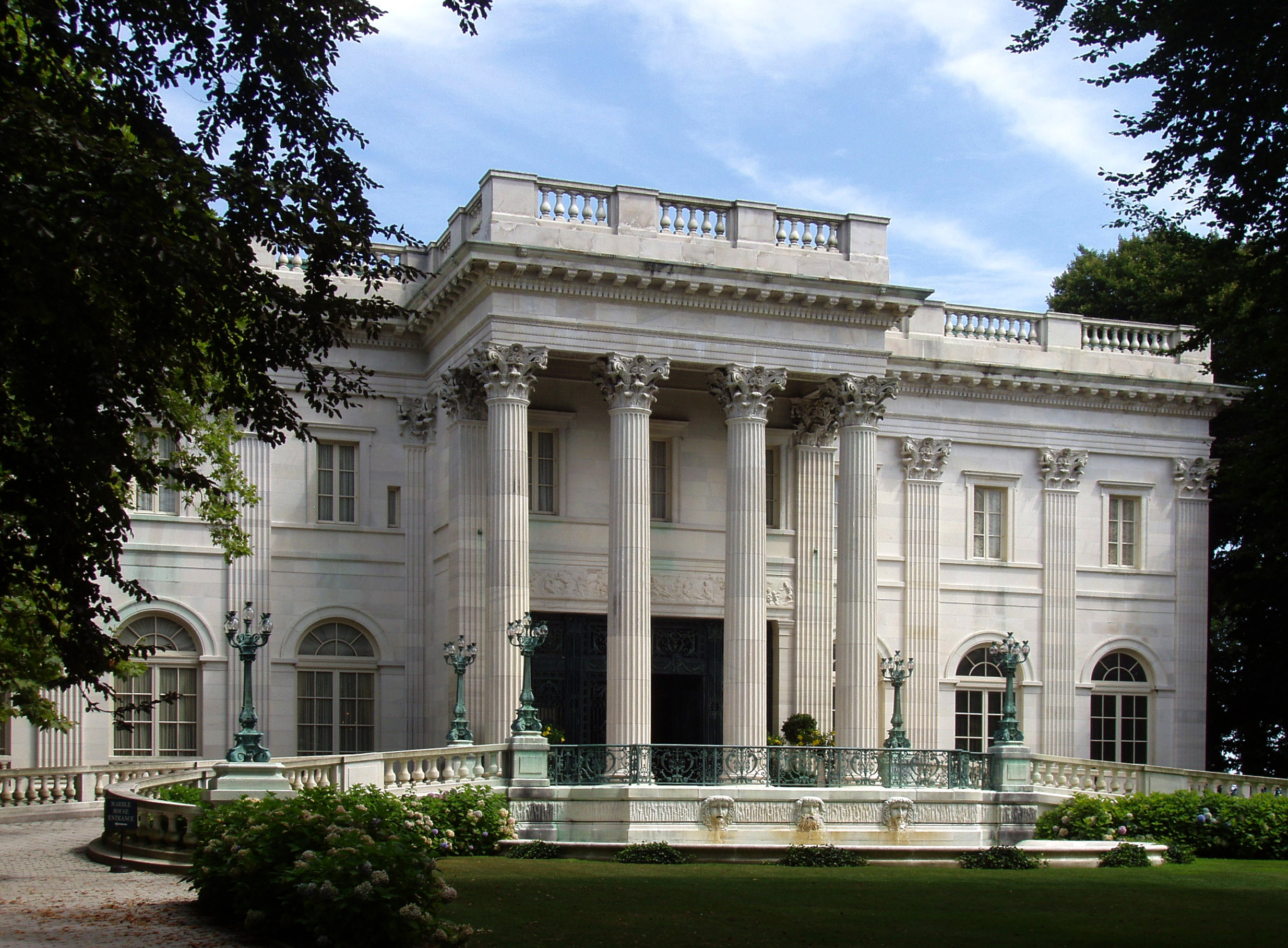
Marble House, Newport, Rhode Island

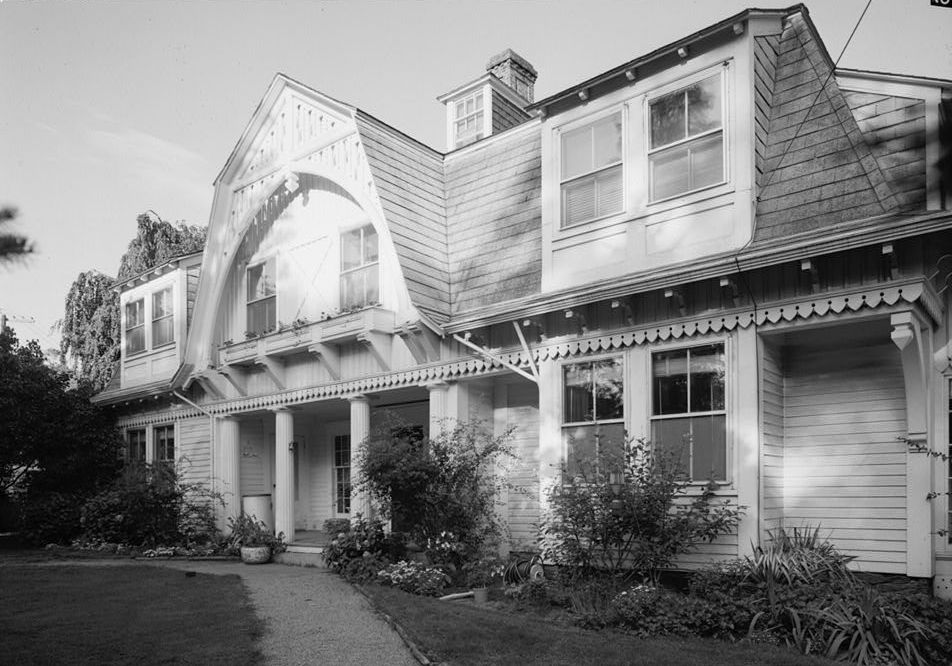
Hypotenuse, abitazione di Richard Morris Hunt

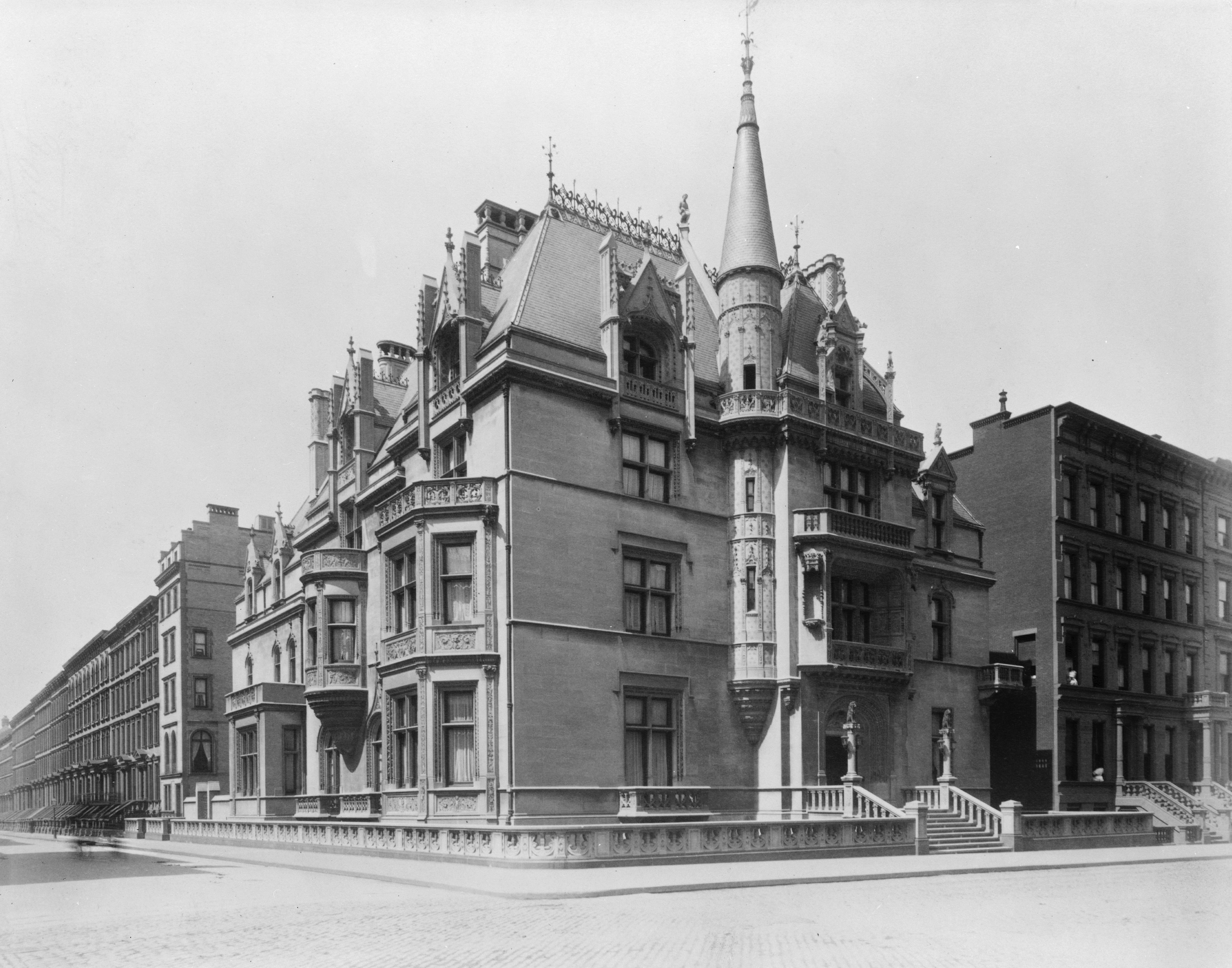
W. K. Vanderbilt House sulla Fifth Avenue di New York; costruita nel 1885, poi demolita

Hunt nacque in una famiglia colta del Connecticut; era fratello del pittore William Morris Hunt e del pioniere della fotografia Leavitt Hunt. Dopo la morte del padre 1843 la famiglia si trasferì in Svizzera. Richard studiò pertanto dapprima a Ginevra e poi a Parigi, in Francia, dove frequentò l'Académie des beaux-arts. Tornato negli Stati Uniti nel 1855, vi diffuse il gusto eclettico e lavorò soprattutto per i Vanderbilt.

## Progetti

### Abitazioni
- Everett-Dunn House, Tenafly, NJ, 1867[1]
- H. B. Hollins' Country Estate, "Meadow Farm", East Islip, NY
- J.N.A. Griswold House, Newport, RI 1863–64
- Jacob Haskell House, Orient Street, Swampscott, MA, 1871-73[2]
- Stuyvesant Apartments, 1869
- Marshall Field House, Prairie Avenue, Chicago, 1873
- Chateau-sur-Mer, 1870-1873, and 1876-1880[3]
- William K. Vanderbilt House, "Petit Chateau", New York City, 1878–82.[4]
- Henry Marquand House, NYC, 1881–84[5]
- James Pinchot House, Grey Towers, Milford, Pennsylvania 1884–86
- William Borden House, Chicago, Illinois, 1884–89
- Ogden Mills House, Fifth Avenue, NYC, 1885–87
- Château de Montméry (Theodore Haviland), Ambazac, Haute Vienne (87), France, 1885
- Archibald Rogers Estate, Hyde Park New York, 1886–89
- William Kissam Vanderbilt House, "Marble House", Newport, Rhode Island, 1888–92
- J.R. Busk House, "Indian Springs", attualmente conosciuta come Wrentham House, Newport, Rhode Island, 1889–92
- Ogden Goelet House, "Ochre Court", Newport, Rhode Island, 1888–93
- Oliver Belmont House, "Belcourt Castle", Newport, Rhode Island, 1891
- Elbridge Gerry House, NYC, 1891–94 Newport, Rhode Island,
- John Jacob Astor IV House, Fifth Avenue, NYC, 1891–95
- Dorsheimer-Busk House, Newport, Rhode Island, 1890–93
- George Washington Vanderbilt House, "Biltmore Estate", la più grande residenza privata in America Asheville, North Carolina, 1890–
- Cornelius Vanderbilt II house, "The Breakers", Newport, Rhode Island, 1892–95
- Villa per Frederic Edwin Church, Olana, 1875

### Chiese
- St. Mark's Episcopal Church, Islip, Long Island, New York
- Cattedrale di All Souls, Biltmore Village, Asheville, North Carolina

### Edifici commerciali
- New York Tribune Building, Park Place, New York, 1873.

### Edifici pubblici
- Howland Cultural Center (Howland Library), Beacon, NY, progettata per il cognato Joseph Howland, Howland Cultural Center
- Fogg Art Museum, Cambridge, Massachusetts, 1892–95 (demolita)
- Administration Building, World's Columbian Exposition, Chicago, 1893
- Clark Hall, Case Western Reserve University, Cleveland, OH
- Virginia Hall (ed altri edifici) Hampton Institute (ora Hampton University), Hampton, VA
- Lenox Library, New York, NY
- Metropolitan Museum of Art façade and Grand Stairway, New York, NY

### Progettazione urbana
- Master plan per la Columbia University Morningside Heights campus, New York, NY

## Premi e riconoscimenti
- Honorary Doctorate, Harvard University, Cambridge, Massachusetts (primo architetto a ricevere l'onore)[6]
- Royal Gold Medal, Royal Institute of British Architects, 1893 (primo architetto americano a ricevere tale onorificenza)
- Honorary member, Académie française
- Chevalier of the Legion of Honor, Francia[7]